# Comienzo (álbum)
Comienzo es el séptimo álbum - sexto de estudio -de la banda española Efecto Mariposa, publicado el 26 de agosto de 2014, cinco años después de su anterior álbum de estudio, el exitoso 40:04, pausa profesional marcada especialmente por la maternidad de la solista, Susana Alva.
El disco está editado por la multinacional Warner y ha sido producido por Bori Alarcón, quien también es coproductor del mismo.

## Lista de canciones
| N.º | Título                 | Duración |  |
| 1.  | «Comienzo»             | 4:02     |  |
| 2.  | «Ahora»                | 4:18     |  |
| 3.  | «La Última Cena»       | 3:59     |  |
| 4.  | «No Estás Solo»        | 4:25     |  |
| 5.  | «Ruido»                | 4:16     |  |
| 6.  | «Proezas»              | 4:05     |  |
| 7.  | «A la Deriva»          | 4:05     |  |
| 8.  | «Nunca»                | 4:20     |  |
| 9.  | «Ironía»               | 4:06     |  |
| 10. | «El Enemigo En Casa»   | 3:44     |  |
| 11. | «Te Buscaré»           | 3:43     |  |
| 12. | «Jóvenes Para Siempre» | 3:54     |  |